# ماسيدو
ماسيدو (بالبرتغالية: Natanael dos Santos Macedo‏) هو لاعب كرة قدم برازيلي في مركز مهاجم ‏، ولد في 16 ديسمبر 1969 في أمريكانا في البرازيل. لعب مع غريميو بورتو أليغرينزي ونادي اتلتيكو سوروكابا ونادي بونتي بريتا ونادي سانتوس ونادي ساو باولو ونادي فاسكو دا غاما ونادي فورتاليزا ونادي قادش ونادي كروزيرو ونادي كوريتيبا.

## وصلات خارجية
- ماسيدو على موقع قاعدة بيانات كرة القدم.إي يو (الإنجليزية)